# سالي توماس
سالي توماس (بالإنجليزية: Sally Thomas)‏ هي كاتبة عدل ‏ ومحامية وسيدة قضاء بريطانية وأسترالية، ولدت في 7 أغسطس 1939 في كامبريدج في المملكة المتحدة.